# Mentasta Lake
Mentasta Lake é uma Região censo-designada localizada no estado americano de Alasca, no Distrito de Valdez-Cordova.

## Demografia
Segundo o censo americano de 2000, a sua população era de 142 habitantes.

## Geografia
De acordo com o United States Census Bureau, a localidade tem uma área de 790,1 km², dos quais 784,9 km² cobertos por terra e 5,2 km² cobertos por água.

## Localidades na vizinhança
O diagrama seguinte representa as localidades num raio de 72 km ao redor de Mentasta Lake.